# Biblioteca Popular del Paraná
La Biblioteca Popular del Paraná fue fundada oficialmente el 1 de marzo de 1873 en la ciudad de Paraná, Entre Ríos. El presidente Domingo Faustino Sarmiento había creado, en 1870, la Comisión Protectora de Bibliotecas Populares (hoy Comisión Nacional de Bibliotecas Populares (CONABIP)), lo que la convierte en una de las bibliotecas populares más antiguas de la Argentina. La institución ofrece el servicio de biblioteca pública y gratuita, además de albergar en su edificio numerosas presentaciones artísticas, culturales y educativas. El actual edificio de la Biblioteca, inaugurado en 1910, fue declarado Monumento Histórico Nacional el 28 de junio de 2006 por medio de la Ley 26.116.

## Historia

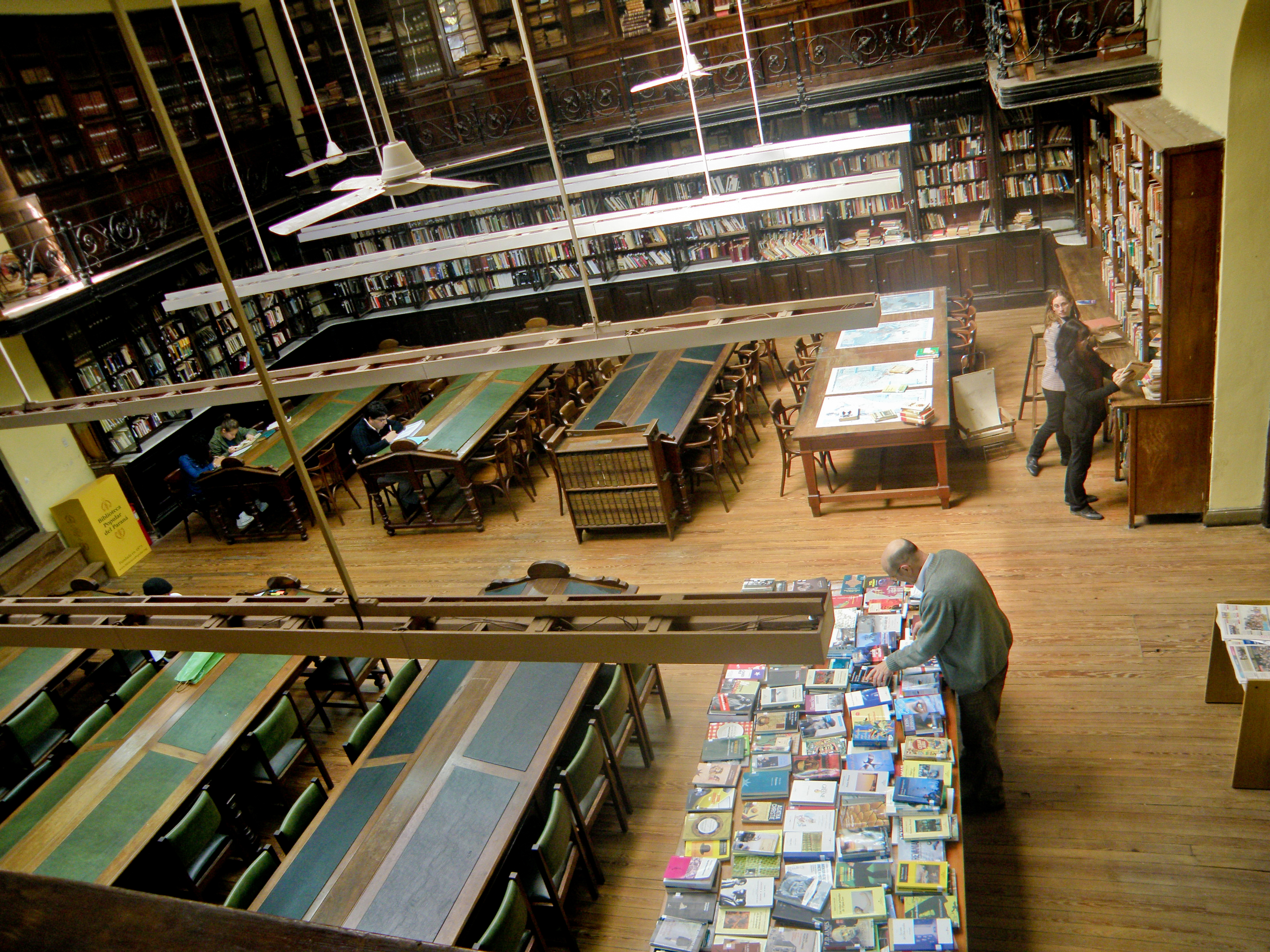
Sala de lectura.

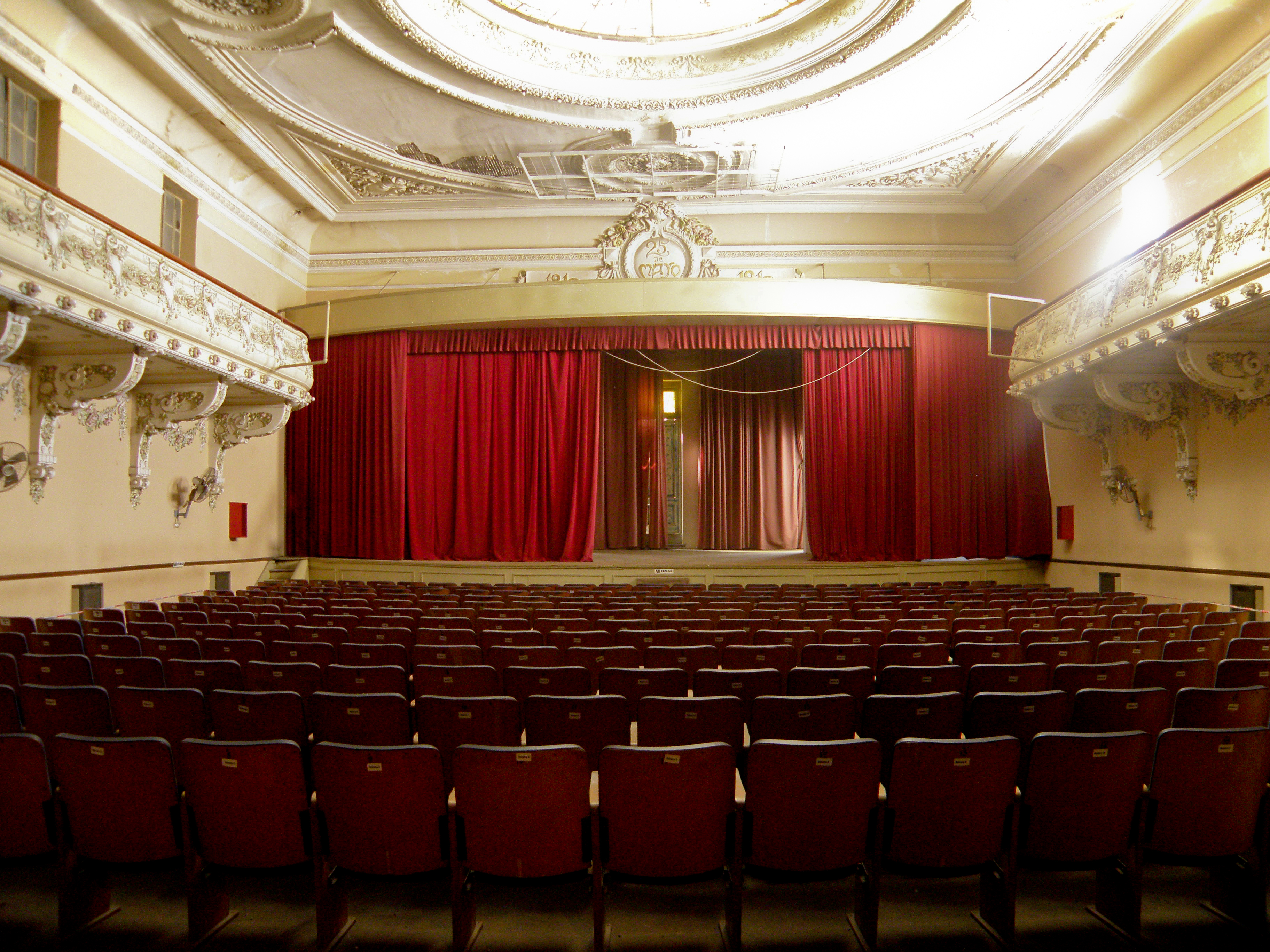
Salón principal.

El 23 de septiembre de 1870 -impulsada por el presidente Domingo Faustino Sarmiento- se promulgó la Ley 419, que dio origen a la Comisión Protectora de Bibliotecas Populares, con el propósito de fomentar la creación y el desarrollo de estas instituciones, constituidas por asociaciones de particulares, con la finalidad de difundir el libro y la cultura. Fue así que un grupo de vecinos fundó la Asociación Civil Biblioteca Popular del Paraná. El historiador César Blas Pérez Colman (quien fuera presidente de la Institución entre 1944 y 1949) estableció la fecha de fundación como el 1 de mayo de 1873, aunque se cree que la Biblioteca existía y funcionaba al menos desde 1872. El primer presidente del cual existen registros es el señor Justo Comas, quien presidiera la institución en el período 1877-1878. El primer espacio físico ocupado fue la Sala de Sesiones de la Cámara de Diputados de la Confederación, donde también se encontraba y encuentra actualmente la Escuela Normal de Paraná. En 1885, la biblioteca se trasladó a la residencia de Saturnino García, sobre la misma manzana del edificio anterior.
En 1890 la Biblioteca se traslada a una vivienda en calle Buenos Aires, al lado del Colegio Nacional, perteneciente al exgobernador Ramón Febre. Allí permanecerá hasta 1904 cuando cambiará nuevamente de sede y se radicará en un local perteneciente a Antonio Reviriego, en la esquina de Buenos Aires y Urquiza (donde actualmente se encuentra El Diario). La Comisión estaba presidida por Antonio Medina, quién ocupará dicho cargo durante 10 años. En 1906 se produce una reorganización de la CONABIP, y con la expectativa de recibir asistencia del Gobierno Nacional para construir un edificio propio, se realiza una masiva colecta popular para la adquisición de un terreno.
Al año siguiente un nuevo traslado lleva a la institución a asentarse en un edificio en calle San Martín cedido por la Sociedad Española. Ese mismo año, con los fondos recibidos de la colecta popular, se adquiere a Francisco Almendral un terreno sobre calle Buenos Aires. Son contratados los arquitectos Rodolfo Fasiolo y Jacobo Storti para que proyecten la construcción del edificio, y al arquitecto Pedro Fabro para su edificación. El 25 de mayo de 1908 se coloca la piedra fundamental del edificio, dando inicio oficial a la construcción. La Comisión Pro Centenario del Gobierno de la Provincia otorga una ayuda monetaria para financiar parte de las obras. Sin embargo, estando muy avanzada la construcción del edificio, el gobierno nacional continúa sin transferir los subsidios oportunamente convenidos. Ante la necesidad de inaugurar el edificio de la biblioteca durante los festejos por el Centenario, se contrae una deuda con el Banco de Italia y Río de la Plata, permitiendo que la nueva sede sea inaugurada el 27 de mayo de 1910. En el acto de inauguración estuvieron presentes el gobernador Faustino M. Parera, funcionarios provinciales, el obispo Abel Bazán y Bustos, el presidente del Supremo Tribunal Dr. Pedro E. Martínez, el Dr. César Pérez Colman, representantes del Congreso Nacional, socios y vecinos de la ciudad.
No obstante, la biblioteca recién iniciará sus actividades en la nueva sede al año siguiente, el 15 de mayo. En octubre de 1910 y ante la falta de respuesta del gobierno nacional respecto de la asistencia comprometida, se decidió cancelar las deudas bancarias transitorias hipotecando el edificio a favor del Banco Hipotecario. Dicha hipoteca se terminará de cancelar recién en 1964, no sin sobresaltos ya que en los años 1930 el edificio estuvo a punto de ser rematado. Durante esos años la Biblioteca recibió numerosas donaciones de la comunidad, organizándose recurrentemente eventos culturales y deportivos a beneficio de la institución.
En 1994, y con motivo de albergar la Comisión del Régimen Federal de la Reforma Constitucional, se realizaron importantes arreglos en el edificio con la asistencia de los gobiernos nacional y provincial.
El 28 de junio de 2006, el edificio fue declarado Monumento Histórico Nacional, siendo la primera sede de una biblioteca popular en obtener ese reconocimiento en todo el país. En 2009, el "Proyecto de Actualización y Puesta en Valor del Edificio de la Biblioteca Popular del Paraná" fue incluido en el Acta de Reparación Histórica firmado entre la provincia de Entre Ríos y el Gobierno Nacional, asignándose al mismo una suma de $ 2 millones.
El 27 de mayo de 2010 se celebró el Centenario del edificio, con participación en el acto central de funcionarios nacionales, provinciales y municipales, además de socios y vecinos de la ciudad. En la ocasión se presentó el proyecto de puesta en valor del edificio con la presencia de los arquitectos responsables.

## Concurso literario
Desde el año 2010, el festejo del centenario de la inauguración de su edificio, la Biblioteca celebra cada año un concurso literario. Actualmente, el concurso se encuentra dividido en tres categorías (adultos, a partir de 18 años; adolescentes, entre 14 y 17 años; y preadolescentes, entre 10 y 13 años). El número de obras va superándose cada año, pasando de las 136 de su primera edición a las 2 622 presentadas en 2020. El premio incluye publicación de los tres primeros lugares, más algunas menciones de publicación, y la entrega de ejemplares del libro editado.
El número de obras presentadas en las dos categorías para menores de edad (adolescentes y preadolescentes) es muy elevado, sobre todo en comparación al resto de los concursos literarios para esas franjas de edad. En el año 2020, se presentaron 327 obras a la categoría de adolescentes, y 150 a la de preadolescentes.